# Billy Reid
William Jennings Reid jr., detto Billy (New York, 10 settembre 1957), è un ex cestista, allenatore di pallacanestro e dirigente sportivo statunitense, professionista nella NBA e in Francia.

## Carriera
Venne selezionato dagli Indiana Pacers al quinto giro del Draft NBA 1979 (98ª scelta assoluta) e dai Golden State Warriors al nono giro del Draft NBA 1980 (182ª scelta assoluta).